# Leila Ahmed

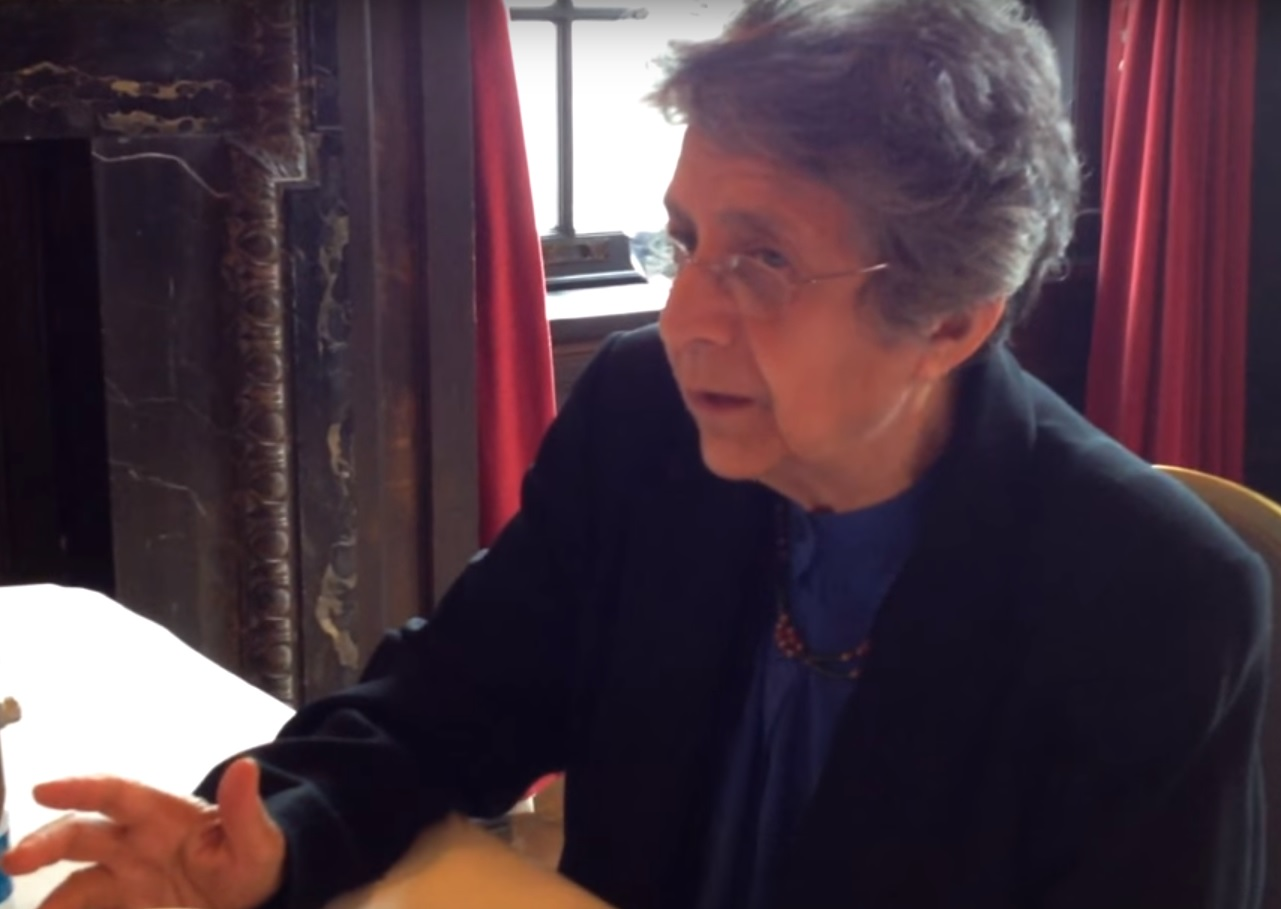
Leila Ahmed

Leila Ahmed (arabisch لیلى أحمد, DMG Lailā Aḥmad; * 29. Mai 1940 in Kairo) ist eine ägyptisch-amerikanische Professorin für Frauenstudien. Sie lehrt an der Harvard University.

## Hintergrund
Als Kind einer Kairoer Oberschichtfamile war Ahmeds Kindheit geprägt von muslimisch-ägyptischen Werten einerseits, andererseits durch die liberale Orientierung der ägyptischen Aristokratie des alten Regimes.
In den 1960er Jahren erlangte Ahmed die Doktorwürde von der University of Cambridge, bevor sie in die USA ging, wo sie 1981 an der University of Massachusetts Amherst zur Professorin für Frauenstudien und Nahoststudien berufen wurde. 1999 folgte die Berufung zur Professorin für Frauenstudien und Religion an der Harvard Divinity School.

## Werke
In ihrer 1999 erschienenen Autobiographie „A Border Passage“ beschreibt Ahmed ihre multikulturelle Erziehung und ihr späteres Leben als Immigrantin im Westen. Sie berichtet, wie sie in ihrer Kindheit von ihrer Großmutter in den Islam eingeführt wurde und diesen von dem „offiziellen“ Islam unterscheiden lernte, der von der hauptsächlich männlichen religiösen Elite praktiziert und gepredigt wird. Diese Erkenntnis legte später die Basis für ihr Werk „Women and Gender in Islam“ von 1992.
In diesem argumentiert Ahmed, dass die Unterdrückung der Frauen im Orient nicht auf den Islam selbst, sondern auf die patriarchalen Interpretationen des Islam zurückzuführen ist. Sie unterscheidet bereits im Koran zwischen der ethischen Botschaft, die die Gleichheit der Geschlechter konstatiert, und den konkreten Festlegungen, die besonders bezüglich der Familienverhältnisse Frauen den Männern unterordneten (Polygamie, Bevorzugung der Männer im Scheidungsrecht). Sie analysiert die Geschlechterverhältnisse im Nahen und Mittleren Osten vor und während Muhammads Wirken und kommt zu dem Schluss, dass die meisten damaligen Gesellschaften bereits androzentriert waren (und Frauen oft schlechter stellten, als dies in den koranischen Festlegungen der Fall war), während sich Arabien im Übergang von einer matrilinearen zu einer patrilinearen Gesellschaft befand, was durch die o. g. Festlegungen des Koran beschleunigt worden sei.
In der folgenden Zeit, speziell der Dynastie der Abbasiden, die die Grundlage für die weitere Ausrichtung des Mainstream-Islam legten, sei die ethische Botschaft der Geschlechtergleichheit dann völlig verdrängt worden zugunsten einer starken Hierarchisierung mit der Reduzierung der Frauen auf Objekte. Sie erwähnt aber auch andere Strömungen wie Sufismus und Qarmaten, die auf der Gleichheit der Geschlechter bestanden und diese auch praktizierten.
Im dritten Teil ihres Buches beschäftigt sich Ahmed mit der Entwicklung speziell in Ägypten seit dem 19. Jahrhundert. Sie geht auf die Diskussion um Schleier bzw. Kopftuch ein und legt dar, dass dieses vonseiten der Kolonialisten bzw. der westlich/britisch ausgerichteten Ägypter mit Rückschrittlichkeit gleichgesetzt wurde, wobei der feministische Diskurs von Personen wie Lord Cromer genutzt wurde, der in Großbritannien selbst gegen das Frauenwahlrecht eintrat. Auch Qasim Amin kritisiert sie in diesem Zusammenhang.
Während in den 1950er-1970er Jahren Frauen aus den mittleren bis oberen, städtischen Klassen sich mehr am Westen orientierten und das Kopftuch ablehnten, stellt sie für die 1970er-1980er Jahre die Tendenz von Frauen hauptsächlich aus den mittleren bis unteren, ländlichen Klassen hin zum Kopftuch fest. Beides sieht sie aber als Strategien der Frauen, mehr eigene Autonomie zu erreichen.
In ihrem neuesten Buch A Quiet Revolution: The Veil's Resurgence, from the Middle East to America (2011) setzt sich Ahmad mit dem weit verbreiteten Wiedererscheinen des Kopftuchs nicht nur in traditionellen muslimischen Ländern, sondern auch in der westlichen Welt auseinander.

## Bibliographie
- Leila Ahmed: Edward W. Lane: A study of his life and works and of British ideas of the Middle East in the nineteenth century. Longman, London 1978, ISBN 0-582-78083-7 (englisch).
- Leila Ahmed: Women and Gender in Islam: Historical Roots of a Modern Debate. Yale University Press, New Haven 1992, ISBN 0-300-05583-8 (englisch).
- Leila Ahmed: A Border Passage: From Cairo to America—A Woman's Journey. Farrar Straus & Giroux, New York 1999, ISBN 0-374-11518-4 (englisch).
- Leila Ahmed: A Quiet Revolution—The Veil's Resurgence, from the Middle East to America. Yale UP, New Haven 2011, ISBN 978-0-300-17095-5 (englisch).[3]